# Mathieu Burgaudeau
Mathieu Burgaudeau (Noirmoutier-en-l'Île, 17 de noviembre de 1998) es un ciclista profesional francés que compite con el equipo Team TotalEnergies.

## Trayectoria
Completó el año 2017 como stagiaire con el Direct Énergie, equipo con el que dio el salto al profesionalismo en 2019. Al año siguiente se estrenó en el Tour de Francia, y para lograr su primera victoria tuvo que esperar al 11 de marzo de 2022 cuando se impuso en la sexta etapa de la París-Niza tras atacar en los últimos kilómetros. La segunda no llegó hasta agosto de 2024, cuando lo hizo en la última etapa del Tour de Limousin, y ese año también consiguió llevarse la general y dos etapas del Tour de Estambul.

## Palmarés
2022
- 1 etapa de la París-Niza

2024
- 1 etapa del Tour de Limousin
- Tour de Estambul, más 2 etapas

## Resultados en Grandes Vueltas
| Carrera | Carrera         | 2019 | 2020  | 2021 | 2022 | 2023 | 2024 | 2025 |
| ------- | --------------- | ---- | ----- | ---- | ---- | ---- | ---- | ---- |
|         | Giro de Italia  | —    | —     | —    | —    | —    | —    | —    |
|         | Tour de Francia | —    | 131.º | —    | 67.º | 31.º | 63.º | 63.º |
|         | Vuelta a España | —    | —     | —    | —    | —    | —    | —    |

—: no participa
Ab.: abandono

## Equipos
- Direct Énergie (stagiaire) (2017)[7]
- Direct Énergie/Total (2019-)
  - Direct Énergie (2019)[8]
  - Team Total Direct Énergie (2019-2021)[9]
  - Team TotalEnergies (2021-)